# 1986年卡拉马塔地震
1986年卡拉马塔地震，是一場希腊伯罗奔尼撒大区南部的地震，發生於当地时间1986年9月13日20點24分，震央位于滨海城市卡拉马塔，震源深度12.5千米，矩震級为5.9，麥加利地震震度為10（X）。

## 外部連結
- Ioannis g. Fountoulis; Spyridon d. Mavroulis. . Annals of Geophysics. 2014, 56 (6). ISSN 2037-416X. S2CID 127327874. doi:10.4401/ag-6237.